# Derby-Wollbeutelratte

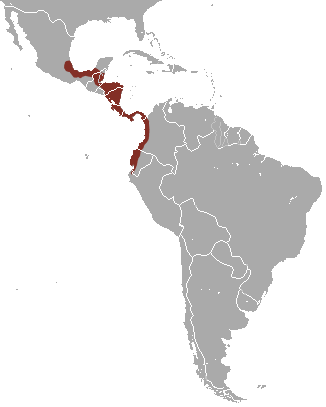
Verbreitungsgebiet

Die Derby-Wollbeutelratte (Caluromys derbianus), auch Mittelamerikanische Wollbeutelratte genannt, ist von Südmexiko bis Ecuador verbreitet.
Der Artzusatz im wissenschaftlichen Namen ehrt den Naturforscher Edward Smith-Stanley, 13. Earl of Derby.

## Merkmale
Die Tiere erreichen eine Gesamtlänge von 60 bis 70 cm und ein Gewicht von 200 bis 400 Gramm. Dabei macht der Schwanz 58 bis 67 % dieser Länge aus. Die Tiere sind schlank und abhängig von der Verbreitung grau bis rotbraun gefärbt, der Bauch ist weiß bis gelblich. Die Ohren sind cremefarben bis rosig, Vorderbeine und Füße sind hell. Für gewöhnlich haben die Tiere einen mittigen dunklen Streifen auf dem Kopf und eine graue Mittellinie zwischen den Schultern. Die körpernahen 40 bis 50 % des Schwanzes sind oben behaart, der Rest ist nackt. Der Schwanz wird beim Klettern zum Balancieren benutzt und der unbehaarte Teil kann als Greifschwanz genutzt werden. Die Eckzähne sind lang und schlank, der erste obere Prämolar ist sehr klein. Der erste Zeh ist opponierbar.

## Lebensweise
Die Derby-Wollbeutelratte ist nachtaktiv, einzelgängerisch und kommt in feuchten, tropischen Primär- und Sekundärwäldern bis in Höhen von 2500 Metern vor. Sie ist strikt arboreal (baumbewohnend), ruht wahrscheinlich in Baumhöhlen, wo sie Nester aus Laub errichtet, und kommt sehr selten auf den Erdboden. Die Tiere ernähren sich vor allem von Früchten, außerdem werden Blüten, Nektar, Insekten und kleine Wirbeltiere verzehrt. Bei der Nahrungsaufnahme werden die Vorderpfoten zur Hilfe genommen und nach dem Fressen werden sie intensiv durch Lecken gesäubert. Weibchen bekommen pro Wurf 2 bis 4 Jungtiere.

## Unterarten
Es werden sieben Unterarten unterschieden:
- Caluromys derbianus derbianus, in Panama und in Kolumbien und Ecuador westlich der Anden.
- Caluromys derbianus aztecus, südliches, karibisches Mexiko
- Caluromys derbianus canutus, karibische Seite von Nicaragua und Costa Rica
- Caluromys derbianus centralis, lebt in einem kleinen Gebiet an der karibische Seite von Costa Rica und Panama
- Caluromys derbianus fervidus, karibische Seite von Guatemala und Honduras
- Caluromys derbianus nauticus, Insel Gobernadora vor der Pazifikküste Panamas
- Caluromys derbianus pallidus, pazifische Seite von Nicaragua und Costa Rica